# Szreberniki bánság
A Hunyadi- és a Jagelló-kori magyar állam közigazgatási egysége volt.

## Fekvése
Északról Orbász vármegye, Pozsega vármegye és Valkó vármegye, nyugatról a Jajcai bánság, keletről a Macsói bánság, délről az oszmán birodalom határolta. Székhelye és névadója Szrebernik (ma: Srebrenik), legdélibb erőssége Babolc (Bobovác) volt, fő folyója a Boszna, keletről a Drina volt a határfolyója a Macsói bánság felé.

## Története
Az ezüstbányáiról ismert vidéket Maróti János macsói bán foglalta el 1404-ben,  1464-ben Szapolyai János másodszor is Magyarországhoz csatolta. A bánság 1512-ig állt fenn, ekkor került oszmán uralom alá. Ma Bosznia-Hercegovina része.

## Fő települései
- Szrebernik
- Doboj
- Só (település)
- Telcsák
- Dobor
- Barka
- Maglaj
- Bobovác (Babolc)